# Duc de Barcelos
Pour les articles homonymes, voir Barcelos (homonymie).

Les armes de Nuno Álvares Pereira, 1er comte héréditaire de Barcelos.

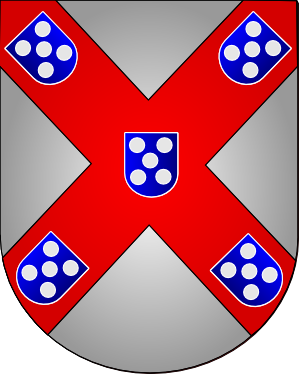
Les armes d'Alphonse Ier de Bragance, 2e comte héréditaire de Barcelos.

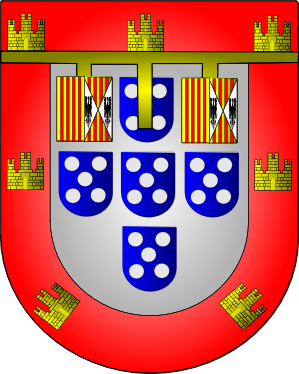
Les armes de Jacques Ier de Bragnce, 5e comte héréditaire de Barcelos.

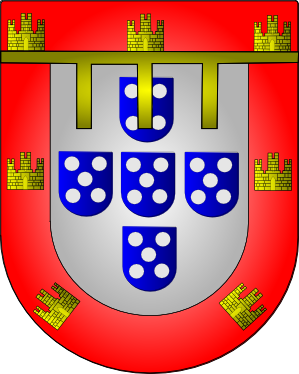
Les armes de Théodose II de Bragance, 2e duc de Barcelos

Le titre de duc de Barcelos est créé en 1562 par le roi Sébastien Ier de Portugal en faveur de Jean, futur 6e duc de Bragance. Ce titre se substitue à celui de comte de Barcelos et est destiné aux aînés des ducs de Bragance. Avec l'arrivée de la dynastie de Bragance sur le trône de Portugal en 1640, le titre continue d'être attribué à l'héritier du duché de Bragance, qui devient alors le numéro 2 dans l'ordre successoral de la Couronne.
Le titre de comte de Barcelos avait été créé en 1289 par le roi Denis Ier en faveur de Jean Alphonse de Meneses. Ce titre comtal est à l'époque strictement lié à une fonction administrative et n'a donc pas de caractère héréditaire bien que l'on trouve quatre représentants de la famille Telo de Meneses. À la mort du 6e comte, le titre passe au connétable Nuno Álvares Pereira et devient héréditaire. Quelques années plus tard, Nuno Álvares Pereira le transmet à son gendre Alphonse, fils illégitime du roi Jean Ier. À compter de ce moment, le titre est associé au duché de Bragance.

## Liste des comtes non-héréditaires de Barcelos
1. Jean Alphonse de Meneses
2. Martim Gil
3. Pierre Alphonse
4. Jean Alphonse Teles de Meneses, 1er comte d'Ourém
5. Alphonse Telo Meneses
6. Jean Alphonse Telo de Meneses
7. Nuno Álvares Pereira, connétable de Portugal

## Liste des comtes héréditaires de Barcelos
1. Nuno Álvares Pereira
2. Alphonse, futur 1er duc de Bragance
3. Ferdinand, 2e duc de Bragance
4. Ferdinand II, 3e duc de Bragance
5. Jacques, 4e duc de Bragance
6. Théodose, 5e duc de Bragance

## Liste des ducs de Barcelos
1. Jean Ier, 6e duc de Bragance
2. Théodose II, 7e duc de Bragance
3. Jean, 8e duc de Bragance et roi de Portugal sous le nom de Jean IV
4. Théodose III, 9e duc de Bragance et prince du Brésil
5. Alphonse, 10e duc de Bragance et roi de Portugal sous le nom d'Alphonse VI
6. Jean, 11e duc de Bragance et roi de Portugal sous le nom de Jean V
7. Joseph, 12e duc de Bragance et roi de Portugal sous le nom de Joseph Ier
8. Marie, 13e duchesse de Bragance et reine de Portugal sous le nom de Marie Ire
9. Joseph, 14e duc de Bragance et prince du Brésil
10. Pierre, 15e duc de Bragance, empereur du Brésil sous le nom de Pierre Ier et roi de Portugal sous le nom de Pierre IV
11. Marie, 16e duchesse de Bragance et reine de Portugal sous le nom de Marie II
12. Pierre, 17e duc de Bragance et roi de Portugal sous le nom de Pierre V
13. Charles, 18e duc de Bragance et roi de Portugal sous le nom de Charles Ier
14. Louis Philippe, 19e duc de Bragance et prince royal de Portugal

### Titre de courtoisie
1. 1945-1976 : Duarte de Bragança (née en 1945), prince de Beira
2. depuis 1996 :Afonso de Bragança (né en 1996), prince de Beira

## Source
- (pt) Cet article est partiellement ou en totalité issu de l’article de Wikipédia en portugais intitulé « Duque de Barcelos » (voir la liste des auteurs).